# Baiermühle (Bopfingen)
Baiermühle ist ein Teilort des Bopfinger Stadtteils Aufhausen im Ostalbkreis in Baden-Württemberg.

## Beschreibung
Der drei Hauptgebäude umfassende Ort liegt etwa zwei Kilometer nordwestlich der Altstadt von Bopfingen.
Direkt am Ort vorbei fließt der durch die Eger gespeiste Mühlkanal Baiermühle, welcher auch an der Oberen und Unteren Schlägweidmühle, zwischen denen die Baiermühle liegt, vorbei fließt.

## Geschichte
Die Mühle hieß früher Mittelmühle (Mittlere Schlägweidmühle). Sie diente ursprünglich als Schlackenmühle und später  als eine Öl- und Mahlmühle.